# Дабчевич-Кучар, Савка
Са́вка Дабче́вич-Ку́чар (6 декабря 1923, Корчула, Королевство сербов, хорватов и словенцев — 6 августа 2009, Загреб, Хорватия) — хорватский политический деятель, председатель Исполнительного веча (1967—1969), первый секретарь Союза коммунистов Хорватии (1969—1971). Первая в Европе женщина, ставшая премьер-министром части федеративного государства.

## Биография
Дабчевич-Кучар вошла в хорватскую политику в конце 60-х годов XX века как представитель реформистского поколения Союза коммунистов Хорватии.
Окончила женскую реальную гимназию в Сплите в 1941 году. Не прекращала обучение во время всей войны, постоянно скрываясь от итальянских фашистов, однако после того, как её брат попал в плен к итальянцам, ушла в партизаны в 1943 году. Незадолго до конца войны окончила Высшую экономическую школу, обучение продолжила в Ленинградском государственном университете, где проучилась два года. После разрыва советско-югославских отношений вернулась на Родину, окончила Загребский университет в 1949 году.
В 1967—1969 гг. — председатель Исполнительного веча (премьер-министр) Хорватии. На этом посту ей пришлось столкнуться, с одной стороны, со студенческим движением, требующим большей демократизации страны. С другой стороны, консервативные представители Югославской народной армии боялись политических перемен и всячески им противодействовали. Данные события вошли в историю как Хорватская весна.
В 1969—1971 гг. — первый секретарь Союза коммунистов Хорватии. В декабре 1971 года была раскритикована Иосипом Брозом Тито и, взяв весь удар на себя, была вынуждена уйти из ЦК и политической жизни Хорватии.
Возвращение в политику состоялось после введения многопартийной системы правления в стране. Осенью 1990 года вместе с Мико Трипало они создают собственную Хорватскую народную партию, ставшую ведущей оппозиционной силой страны. Однако на выборах 1992 года оппозиционные партии отнимали друг у друга голоса, позволив правящему в то время Демократическому Союзу выиграть выборы в отдельных округах, получив менее пятой части голосов избирателей.
В 1995 году разочарованная ходом и результатами выборов Савка Дабчевич-Кучар ушла в отставку с поста председателя Народной партии.